# Stereden va Bro
Le Stereden va Bro est un ancien chalutier-thonier français. Son port d'attache actuel est Penzance au Royaume-Uni. C'est un voilier de croisière privé avec un gréement de Ketch aurique à 2 mâts.

Son immatriculation est : SSR A235535.

## Histoire
Stereden va Bro a été construit en 1954 dans un chantier naval de Camaret . Ce thonier a d'abord navigué sous l'immatriculation maritime CM 3044 (CM comme quartier maritime de Camaret) de 1954 à 1976, puis CM 231629 de 1976 à 1985 sous pavillon français.

en 1985, il est enregistré au Royaume-Uni, sous le numéro TQ 5 au port de Truro, proche de Penzance comme crabier.
Le vendredi 7 juin 2002, avec un équipage de 4 hommes, le Stereden va Bro subit un incendie au large de la côte de Cornouailles, dans les eaux territoriales britanniques. Le bateau et ses membres d'équipage sont secourus par les garde-côtes de Falmouth. Le bateau est remorqué au port de Penzance où il se trouve désormais. 

Restauré, il a été transformé en bateau de plaisance. Il possède un rouf pouvant accueillir jusqu'à 10 personnes et 6 couchettes (dont 4 cabines doubles).
Il a participé au différentes éditions des Fêtes maritimes de Brest : Brest 2004, Brest 2008 et Les Tonnerres de Brest 2012.